# Птолемей XI
Птолемей XI Александър II е цар (фараон) на Древен Египет от династията на Птолемеите. Управлява едва няколко дни или седмици през 80 г. пр.н.е.

## Произход и управление
Син е на Птолемей X Александър I, управлявал през 110 – 109 г. пр.н.е. и 107 – 88 г. пр.н.е. Майка му е или Клеопатра Селена I или Береника III.
След смъртта на чичо му Птолемей IX Латир през 81 г. пр.н.е. в Александрия царува дъщеря му Береника III, която е популярна сред народа. На следващата година младия Птолемей XI Александър II е изпратен от Рим в Александрия, където е поставен на трона като про-римски съюзен владетел.
Съгласно династичния закон, новият фараон трябвало да се ожени за Клеопатра-Береника (Береника III), която всъщност е негова мащеха и полусестра, или вероятно дори родна майка. 19 дни след сватбата си с нея Птолемей XI Александър II я убива, което незабавно довежда до бунт сред народа. Птолемей XI е убит и трона заема неговият племенник Птолемей XII.